# Али Саиб паша Гюрчю
Гюрчю Али Саиб паша Гюрчю (на турски: Gürcü Ali Saib Paşa) е османски генерал и администратор.

## Биография
Али Саиб е роден през 1827 година в Талас. Семейството е на бежанци от Грузия. От този произход идва прозвището gürcü, тоест грузинец. Завършва Военното училище в Цариград в 1850 година. От октомври до ноември 1872 г. е началник на полицията.
От ноември 1872 година до средата на февруари 1873 година е председател на Софийската извънредна следствена комисия по делото срещу Вътрешната революционна организация.
От март до май 1873 година е валия на Шкодра. От май до август 1873 година е началник на арсенала, а от август 1873 до септември 1874 година – командващ на Трета армия.
От юли 1874 до януари 1875 година и от септември 1875 до май 1876 година е валия на Битолския вилает. В Битоля след първоначален неутралитет започва да подкрепя гръцката партия на владиката Антим Дебърски.
В периода януари-август 1875 година е главнокомандващ на Османската армия. Същевременно от юни до септември 1875 година е и началник на арсенала. В април 1877 – май 1878 г. командва Трета армия. От февруари 1879 до август 1891 година е началник на арсенала, като същевременно от септември 1885 до август 1891 година отново е главнокомандващ на Османската армия.
Умира в 1891 година.